# Mike Henry
Michael Robert "Mike" Henry (Pontiac, Míchigan, 7 de noviembre de 1965) es un escritor, productor, actor de voz y cómico estadounidense.
Es conocido por su trabajo en Padre de familia donde es guionista y productor además de ser uno de los más destacados actores que prestaba su voz a los personajes de la serie en especial a Cleveland Brown. Otros personajes que él ha doblado son el viejo Herbert, Bruce, el tipo del performance y el sordo engrasado entre otros.
Recientemente, Henry, junto con Seth MacFarlane y Richard Appel, ha creado una serie derivada de Padre de familia titulada The Cleveland Show, que se centra en Cleveland Brown y su nueva familia. El estreno de la serie fue el 27 de septiembre de 2009 en Estados Unidos; mientras que en el Reino Unido se hizo el 1 de febrero de 2010.

## Biografía

### Inicios
Mike Henry nació en el seno de unos padres artistas y se crio junto a su hermano Patrick en Richmond, Virginia. Sus padres se divorciaron cuando él tenía 6 años teniendo que vivir principalmente con su madre. En su juventud, estudió en el Collegiate School de su ciudad natal.
Años más tarde, adoptó su propio estilo de vida "conservador" y asistió a la Universidad Washington and Lee University en Lexington donde se graduó junto a su hermano.
Comenzó sus primeras actuaciones en algunos cortometrajes de su hermano al mismo tiempo que estudiaba en la Escuela de Diseño de Rhode Island donde conoció a Seth MacFarlane.

### Carrera

#### Padre de familia
Henry conoció a MacFarlane en la Escuela de Diseño de Rhode Island con quién se mantuvo en contacto después de la graduación. Unos pocos años más tarde, MacFarlane le llamó por si estaba interesado en formar parte de un nuevo proyecto llamado Padre de familia donde sería guionista y actor de voz. Durante las cuatro primeras temporadas de la serie, fue acreditado como actor secundario hasta que a partir de la quinta sesión en el episodio Prick Up Your Ears fue acreditado como principal. Henry declaró que para prestar la voz de Cleveland Brown, se basó en un amigo con el que jugaba a baloncesto, el cual al preguntar por la Universidad de Maryland parecía que estuviera preguntando por la de "Merlin".
Tras dos episodios de la segunda temporada, la serie fue retirada de la parrilla televisiva y al cabo del tiempo se mostraba de manera irregular. En el año 2000. Padre de familia regresó a las pantallas en su segunda temporada. La tercera temporada, formada por 21 episodios empezó a emitirse a partir del 11 de julio de 2001 hasta el 14 de febrero del año siguiente. Finalmente, FOX anunció que el programa sería cancelado al final de temporada en el 2002. A pesar de la noticia, la cadena decidió encargar la producción para la tercera temporada. Ya al final de la tercera, declararon que la serie sería cancelada para siempre. En 2005, Padre de familia regresó en la que sería su cuarta temporada debido al alto nivel de ventas de DVD y los apoyos recibidos por parte de las cadenas de televisión por cable del país. Una vez más, Henry volvería a doblar a sus personajes.

#### The Cleveland Show
En 2009, se estrenó en FOX una serie derivada titulada The Cleveland Show. Fue creada por MacFarlane, Richard Appel y el mismo Henry. Su personaje principal hizo mención del programa en el episodio Baby Not on Board. Su estreno estuvo fechado el 27 de septiembre de 2009. Tras la cancelación de las series King of the Hill, y del remake estadounidense de Sit Down, Shut Up, fueron asentados en la franja del sábado por la noche, manteniendo la pugna en el bloque "Animation Domination" con American Dad y Los Simpsons, siendo esta, la única serie no creada por Seth MacFarlane que sigue en ese espacio. La serie tenía producido para su primera temporada 22 episodios, pero la FOX ordenó una segunda temporada de 13 episodios haciendo un total de 35. La noticia se hizo pública el 3 de mayo antes de la premier de la primera temporada. Debido a los grandes picos de audiencia, la cadena volvió a ordenar la producción de 9 episodios, por lo que la segunda temporada se compuso de 22 episodios haciendo un total de 44.

### Vida privada
Actualmente, Henry está casado con Sara, con quien tiene dos hijos, Jack y Josie. Esta última asiste a la guardería del Collegiate School, ubicado en el mismo colegio en el que estudiaba su padre.

## Filmografía
- (1999-presente) Padre de familia (Voz)
- (2003) Las chicas Gilmore
- (2003) Kicked in the Nuts
- (2005) Robot Chicken (Voz)
- (2005) Stewie Griffin: La historia jamás contada (Voz)
- (2005-presente) American Dad (Voz)
- (2006) Padre de familia (Videojuego)
- (2006) Scrubs
- (2008) Seth MacFarlane's Cavalcade of Cartoon Comedy (Voz)
- (2009) The Cleveland Show